# Psi-Phänomen
Der Begriff Psi-Phänomen ist ein Begriff aus der Parapsychologie. Er bezeichnet verschiedene hypothetische psychische Fähigkeiten.

## Etymologie und Erstverwendung
Der Begriff leitet sich vom 23. Buchstaben ψ (Psi) des griechischen Alphabets ab. Psi ist der Anfangsbuchstabe des Wortes ψυχή Psyche ‚Geist, Gedanke, Seele‘. Der Begriff wurde von dem österreichischen Biologen Bertold P. Wiesner geprägt und erstmals 1942 in einer Veröffentlichung des Briten Robert Thouless verwendet.

## Beispiele für übersinnliche Fähigkeiten
- Außersinnliche Wahrnehmung
- Bilokation
- Fernwahrnehmung
- Fluch
- Formwandler
- Gedankenlesen
- Geistheilung
- Hellsehen
- Levitation (Parapsychologie)
- Präkognition
- Psychometrie (Parapsychologie)
- Retrokognition
- Seelenreise
- Sinn (Wahrnehmung)
- Telekinese
- Telepathie
- Teleportation

## Rezeption
In Science-Fiction-Filmen und in der Science-Fiction-Literatur ist das Psi-Phänomen ein oft verwendetes Thema.
Die James Randi Educational Foundation setzt sich unter anderem kritisch mit Psi-Phänomenen auseinander. Sie hatte bis 2015 ein Preisgeld von einer Million US-Dollar für denjenigen ausgesetzt, der unter wissenschaftlichen Bedingungen paranormale Fähigkeiten unter Beweis stellen kann.

## Weiterführende Literatur
- Jule Eisenbud: Psi and Psychoanalysis. New York 1970.
- Russell Targ: PSI – Die Welt ist anders, als sie zu sein scheint. Crotona Amerang, 2013, ISBN 978-3-86191-040-4.